# 231-ша артилерійська бригада (Білорусь)
231-ша артилерійська бригада (231 АБр, в/ч 22313) — військове формування артилерійських військ Сухопутних сил Збройних сил Білорусі. Бригда підпорядкована Північно-західному оперативному командуванню.
Розташування бригади — село Борівка Лепельського району Вітебської області.

## Історія

### Бригада у складі ЗС СРСР
231-ша артилерійська бригада сформована 1982 року у селі Борівка у складі 7-ї танкової армії.

### Бригада у складі ЗС Білорусі
1992 року бригада присягнула народу Білорусі.
У 2002—2003 роках називалася 231-м артилерійським полком.
2004 року до 231-ї артилерійської бригади долучили 427‑й реактивний артилерійський полк та 502‑й протитанковий артилерійський полк, після чого вона була перейменована на 231-шу змішану артилерійську бригаду.
2009 року бригаді повернуто оригінальне ім'я.